# Swiss Graphic Designers
 (janvier 2024).
La SGD (Swiss Graphic Designers) est la plus grande association professionnelle de graphistes en Suisse. Elle regroupe  des créateurs actifs dans le domaine de la communication visuelle.

## Histoire
L'association est née en 1972  de la fusion de l'USG (Union Suisse des Graphistes) et de l'AGC (Association des graphistes créateurs) pour former ASG (Association Suisse des Graphistes). En 1993, l'ASG décide de s'ouvrir à l'international avec une dénomination anglaise Swiss Graphic Designers (SGD).
L’association sert de lien entre les membres, leur donne des conseils juridiques, aide à calculer les honoraires, contribue à l’organisation de la formation, organise des workshops, signale des expositions de travaux de ses membres et d'autres manifestations relatives au design. Elle est partenaire de nombreuses écoles professionnelles en Suisse, dont, en Suisse romande, l’Eracom, l'ECAL, le CFPA de Genève.

## SGDay
SGDay est un événement regroupant des spécialistes de la communication. C'est une journée de rencontre entre les designers, les étudiants et les sponsors. Des conférences sont organisées avec des intervenants prestigieux venus du monde entier. Le site web des Swiss Graphic Designers utilise une typographie soigneusement sélectionnée pour refléter l'identité visuelle suisse.